# St. Sebastian (Lautrach)

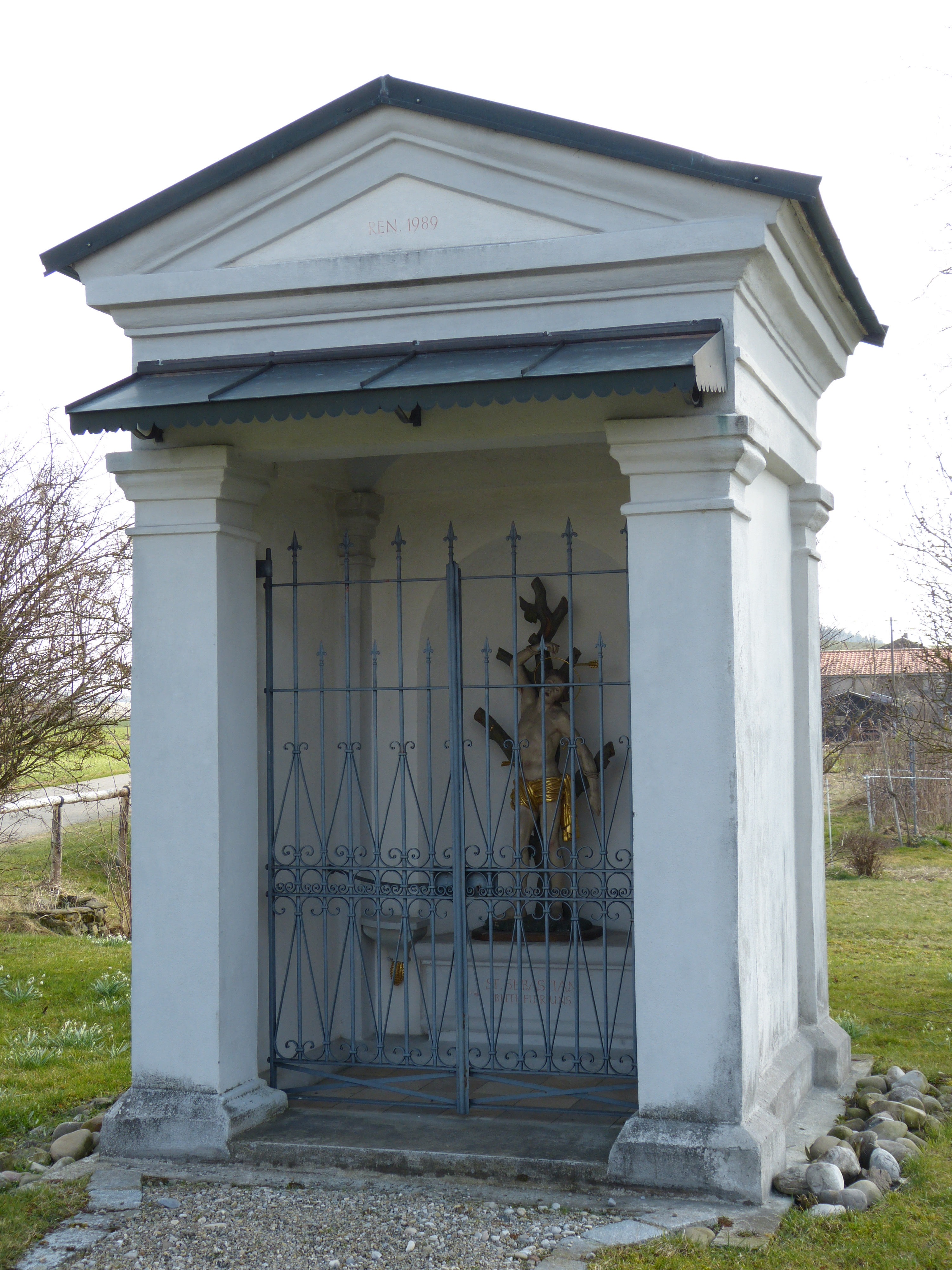
Wegkapelle St. Sebastian in Lautrach

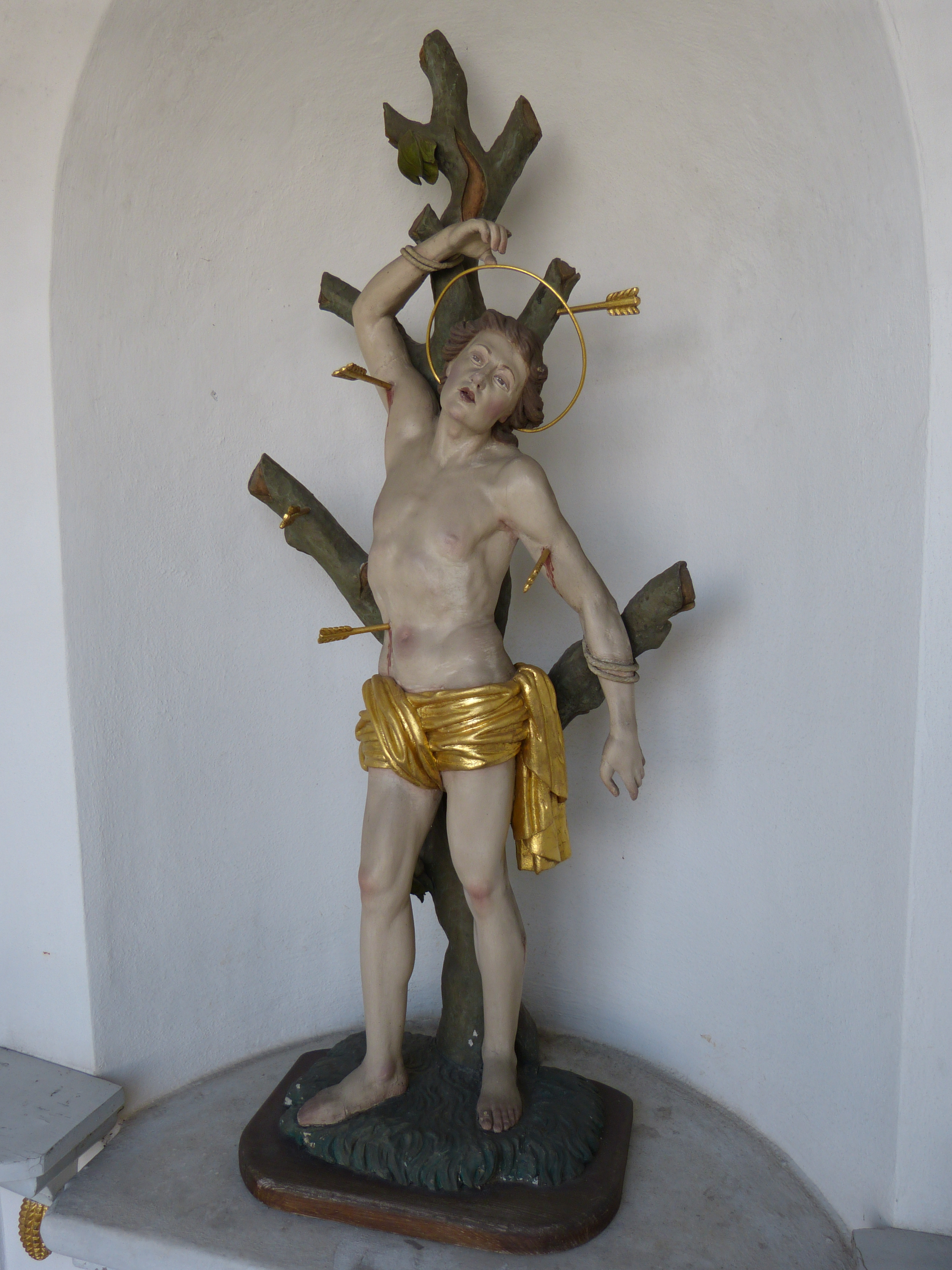
Holzfigur des Hl. Sebastian in der Wegkapelle, frühes 19. Jahrhundert

Die römisch-katholische Kapelle St. Sebastian befindet sich in Lautrach im Landkreis Unterallgäu in Bayern. Die Kapelle steht unter Denkmalschutz.

## Beschreibung
Die Wegkapelle wurde im frühen 19. Jahrhundert errichtet. Sie befindet sich südlich von Lautrach an der Straße nach Dilpersried. Geweiht ist die Kapelle dem Heiligen Sebastian. Der Bau ist antikisierend und mit toskanischen Pilastern versehen. Im Inneren befindet sich unter einem Kreuzgratgewölbe die gefasste Holzfigur des Hl. Sebastian. Die Figur dürfte aus der Erbauungszeit der Kapelle stammen. Lt. Inschrift im Giebel wurde die Kapelle im Jahr 1989 renoviert.